# Metaphrixus intutus
Metaphrixus intutus is een pissebed uit de familie Bopyridae. De wetenschappelijke naam van de soort is voor het eerst geldig gepubliceerd in 1965 door Bruce.